# Pagosa Springs, Colorado
Pagosa Springs este o localitate din statul american Colorado, sediul comitatului Archuleta.